# Sidewinder-Raven
Sidewinder-Raven ist die Bezeichnung einer zweistufigen Höhenforschungsrakete. Die erste Stufe besteht aus einer Sidewinder-Rakete, die  zweite aus einer Hopi VI. Die Rakete hat eine Gipfelhöhe von 112 km, einen Startschub von 26,4 kN, eine Startmasse von 110 kg, einen Durchmesser von 0,13 m und eine Länge von 5,20 m. Mit der Sidewinder-Raven wurden nur zwei Testflüge im Jahr 1964 durchgeführt.